# Martinkertvárosi katolikus templom

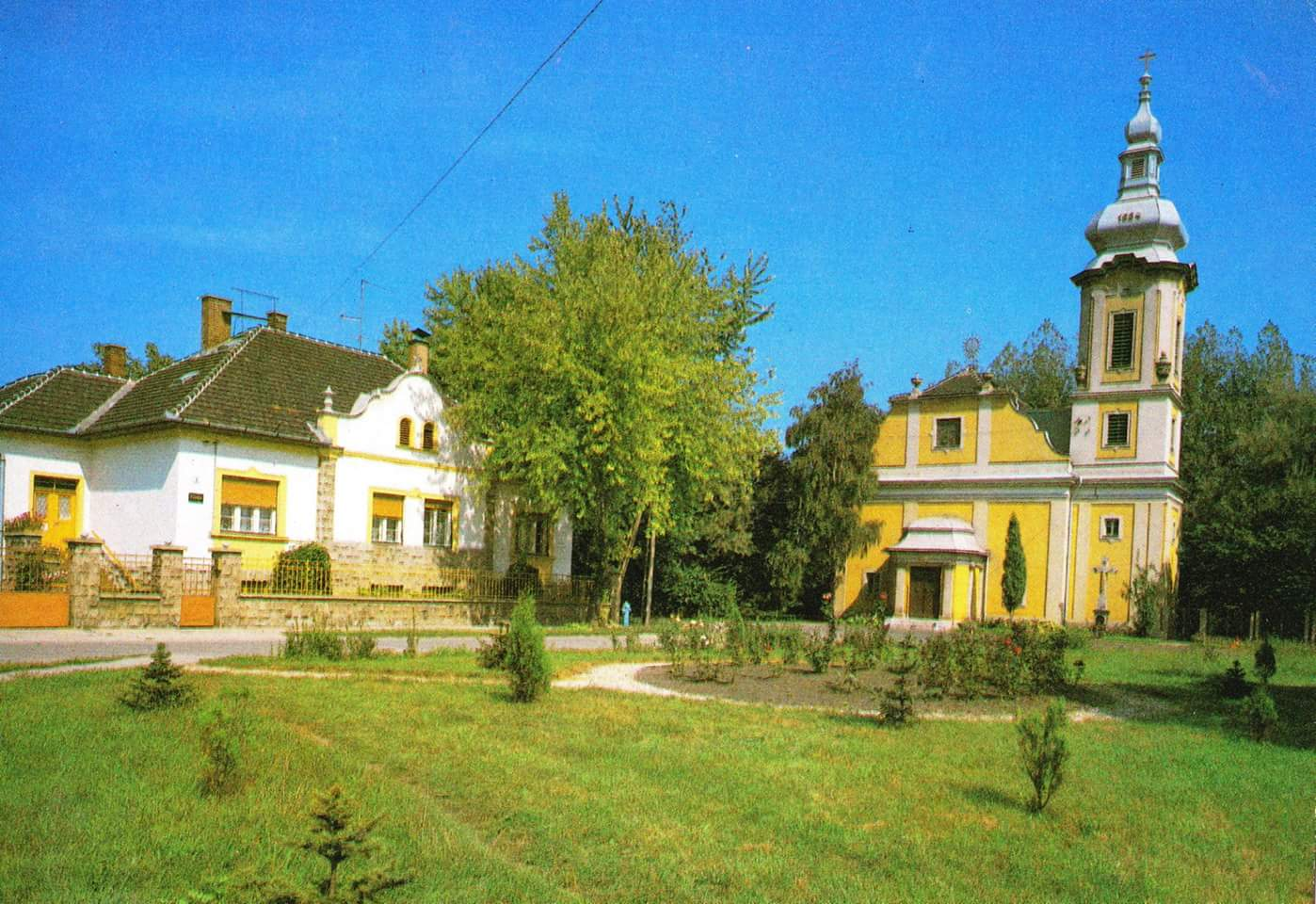
A Jézus Szíve templom, és a plébánia az 1980 évek végén

A martinkertvárosi katolikus templom Miskolc egy városrészében, Martinkertvárosban (korábbi nevén Martintelepen) áll.

## Története
1922-ben a miskolci MÁV-kolónián, illetve az akkori Hejőcsaba község határában fekvő Martintelepen lakó hívek helyi lelkészség felállítását és szükségkápolna építését kérelmezték, mivel ekkor még a görömbölyi plébániához tartoztak, ennek megközelítése pedig számukra körülményes volt. Főleg vasutasok lakták a telepet. Az itteni kéttantermes állami népiskolában a hitoktatást ugyancsak a görömbölyi plébániáról kellett ellátni, nem kis nehézséggel, ezért, mint helyi lelkészség, a számukra könnyebben megközelíthető Miskolc-alsóvárosi plébániához szerettek volna csatlakozni. Kérelmük 1929-ben teljesült, ekkor állították fel Martintelepen a helyi lelkészséget, a Jézus Szíve plébániatemplomot pedig a hívek adományaiból 1933/34-ben építették fel.
Az épület terveit Pázmándy István készítette el.

## Plébánosai
- 1930: Szikla Sándor
- 1943: Pomaházi Gyula
- 1983: Kormos Gyula
- 1996: Ficzere István
- 1997: Molnár Lajos
- 2000: Domán Ferenc
- 2009-től: Tóth István